# Tschajek
Tschajek (kirgisisch Чаек) ist ein Ort in Kirgisistan. Das Dorf ist Hauptort des Rajons Dschumgal.

## Lage
Der Ort liegt an der asphaltierten Fernstraße A361/A367, etwa 100 km westlich von Kotschkor und 45 km westlich des Song-Köl-Sees. Es ist das größte der Dörfer im Tal des Flusses Dschumgal, der das Dorf durchfließt.
In Karaketsche wird Kohle abgebaut, und in der ehemaligen Siedlung städtischen Typs Mingkusch wurde zu Sowjetzeiten auch Uran abgebaut. Daran erinnern heute noch radioaktive Abfälle.

## Bevölkerung
| 2002      | 2009 | 2015 | 2021 |
| --------- | ---- | ---- | ---- |
| etwa 7500 | 7009 | 8210 | 3762 |

## Wirtschaft
Der Ort ist landwirtschaftlich geprägt und vor allem für den Anbau von Äpfeln bekannt. In Tschajek liegt das Museum für Regionalgeschichte des Rajons Dschumgal, das vor allem bekannten Persönlichkeiten, wie dem Volkshelden Kodschomkul, gewidmet ist.
Im Ort gibt es zwei weiterführende Schulen, zwei Bibliotheken und ein Krankenhaus.

## Söhne und Töchter des Ortes
- Dschumgalbek Amanbajew (1945–2005), kirgisischer Politiker